# Weterou
Weterou est un quartier de l'arrondissement de Banikoara dans l'Alibori dans le nord du Bénin.

La population est de 2 552 habitants.